# Batalla de Modlin
La batalla de Modlin fue una operación militar que tuvo lugar durante la invasión alemana de Polonia, en el inicio de la Segunda Guerra Mundial en Europa. 

## Combates
En donde se desarrollaron las operaciones, la fortaleza de Modlin, estaban ubicados los cuarteles generales del Ejército de Modlin, hasta que se retiró al este. Por más de dos semanas, la fortaleza fue defendida por el general polaco Wiktor Thommée contra el asalto alemán. El desarrollo de la batalla estuvo íntimamente ligado con el desarrollo del asedio de Varsovia.
Los defensores polacos contaban con el tren blindado 'Śmierć' (muerte). Además, las baterías antiaéreas con las que contaba la fortaleza, contabilizaron el mayor número de aviones enemigos derribados de la campaña. La fortaleza se rindió el 29 de septiembre, siendo una de las últimas unidades polacas en permanecer operativas.